# نيو بسيخيكو
نيون بسيكيكون (Νέον Ψυχικόν) هي مدينة في إقليم أتيكا في اليونان.